# 邁爾氏卡奎麗魚
邁爾氏卡奎麗魚，為輻鰭魚綱鱸形目隆頭魚亞目慈鯛科的其中一種，分布於南美洲Putumayo與Napo河流域，體長可達19公分，棲息在中底層水域，生活習性不明。